# Pachnobia tecta
Pachnobia tecta là một loài bướm đêm trong họ Noctuidae.